# Anna Schäffer
Anna Schäffer, född 18 februari 1882 i Mindelstetten, Bayern, död där 5 oktober 1925, var en tysk mystiker. År 1898 fick hon i en uppenbarelse se Jesus Kristus som sade att hon framför sig hade ett långt och smärtsamt lidande. År 1901 brännskadade hon sina ben i en tvättstugeolycka och blev handikappad. Hon förtröstade på Jesus Kristus och Jungfru Maria och erfor mystika uppenbarelser. Hon skall även ha mottagit Jesu Kristi sår på sin kropp. Människor uppsökte henne för andliga råd och förböner. Mot slutet av sitt liv drabbades hon av förlamning i benen; därtill fick hon tjocktarmscancer